# Fukuyama
Fukuyama (japanisch 福山市, -shi) ist eine Großstadt in der japanischen Präfektur Hiroshima.

## Geographie
Fukuyama liegt östlich von Hiroshima und westlich von Okayama an der Seto-Inlandsee.
Zur Gemeinde zählen auch die östliche Hälfte der südwestlich vorgelagerten Bingojima-Inseln, von denen Tashima und Yokoshima bewohnt sind, die südöstlich vorgelagerte Inseln von Tomonoura (Hauptinsel Sensui-jima) sowie die 6 km entfernten südöstlichen Hashirijima-Inseln, von denen Hashiri-jima ebenfalls bewohnt ist. Im Westen liegt zudem die ehemalige Insel Momi-shima (茂美島; 34° 22′ 47″ N, 133° 19′ 48″ O), die heute jedoch mit dem Festland verbunden ist.
Der Wind kommt meist aus Nordnordost.
|                        | Jan  | Feb  | Mär  | Apr  | Mai   | Jun   | Jul   | Aug  | Sep   | Okt  | Nov  | Dez  |   |         |
| Mittl. Temperatur (°C) | 4,6  | 5,2  | 8,5  | 13,7 | 18,7  | 22,5  | 26,6  | 27,9 | 24,0  | 18,0 | 12,0 | 6,8  | ⌀ | 15,8    |
| Mittl. Tagesmax. (°C)  | 9,8  | 10,5 | 13,9 | 19,2 | 24,0  | 27,0  | 30,9  | 32,8 | 28,8  | 23,3 | 17,5 | 12,1 | ⌀ | 20,9    |
| Mittl. Tagesmin. (°C)  | 0,0  | 0,4  | 3,2  | 8,1  | 13,3  | 18,5  | 22,9  | 23,9 | 19,9  | 13,3 | 7,1  | 2,1  | ⌀ | 11,1    |
|                        |      |      |      |      |       |       |       |      |       |      |      |      |   |         |
| Niederschlag (mm)      | 38,5 | 47,0 | 83,7 | 91,6 | 117,7 | 174,5 | 198,0 | 95,2 | 136,0 | 91,1 | 55,1 | 43,3 | Σ | 1.171,7 |
|                        |      |      |      |      |       |       |       |      |       |      |      |      |   |         |
| Sonnenstunden (h/d)    | 4,51 | 4,86 | 5,64 | 6,38 | 6,82  | 5,41  | 6,24  | 7,15 | 5,52  | 5,62 | 5,02 | 4,70 | ⌀ | 5,7     |
|                        |      |      |      |      |       |       |       |      |       |      |      |      |   |         |
| Luftfeuchtigkeit (%)   | 69   | 68   | 67   | 66   | 68    | 75    | 76    | 73   | 73    | 72   | 73   | 72   | ⌀ | 71      |

| 0,0 |

| 0,4 |

| 3,2 |

| 8,1 |

| 13,3 |

| 18,5 |

| 22,9 |

| 23,9 |

| 19,9 |

| 13,3 |

| 7,1 |

| 2,1 |

| 0,0 |

| 0,4 |

| 3,2 |

| 8,1 |

| 13,3 |

| 18,5 |

| 22,9 |

| 23,9 |

| 19,9 |

| 13,3 |

| 7,1 |

| 2,1 |

## Geschichte
Der Ort entwickelte sich an der Mündung des Ashidagawa (芦田川) früh zu einer Hafenstadt. Während der Edo-Zeit war der Ort eine Burgstadt, in der zuletzt die Abe mit einem Einkommen von 100.000 Koku residierten. Die Gemeinde Fukuyama wurde am 1. Juli 1916 zur kreisfreien Stadt (shi) ernannt. Da Fukuyama, Hauptstadt der Provinz Bingo, nach der Meiji-Restauration unter die Präfektur Hiroshima kam, erhielt die Stadt später als eine oberste Einrichtung der Präfektur das Museum für Geschichte der Präfektur Hiroshima.
Bekannt war Fukuyama für die Herstellung von Tatami und Kasuri-(絣)-Kleidung. Seit 1961 ist die Stadt Sitz auch einer Produktionsstätte der in der Stahlindustrie tätigen JFE Holdings.
Der 1956 eingemeindete Ort Tomo-chō mit dem Hafen und der Meeresregion Tomonoura war seit dem Altertum ein bedeutender Hafenort.

## Sehenswürdigkeiten

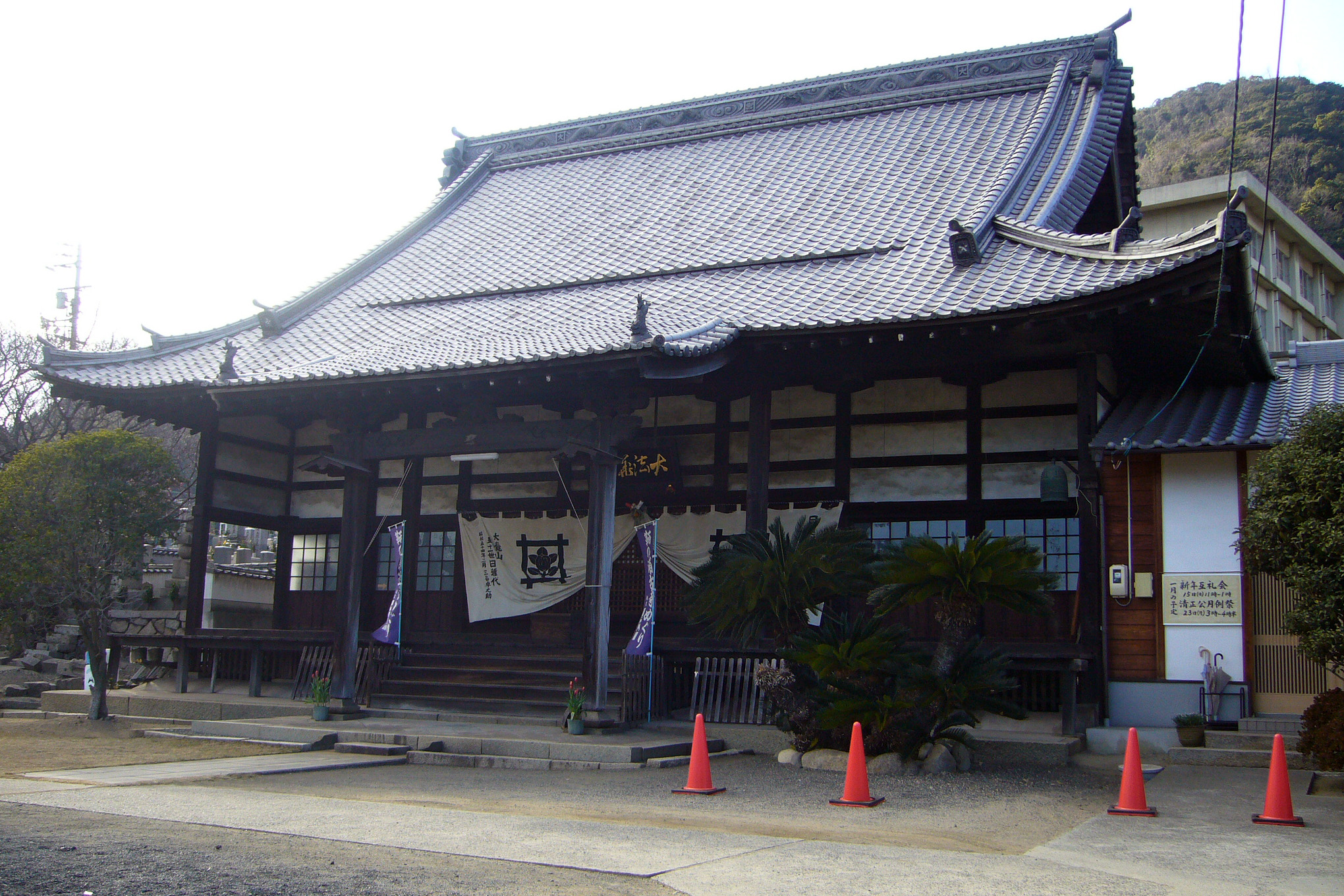
Hōsen-ji

- Museum für Geschichte der Präfektur Hiroshima, gegründet 1989
- Burg Fukuyama (福山城)
- Enpuku-ji (円福寺)
- Hōsen-ji (法宣寺)
- Tomonoura
  - Ankoku-ji (安国寺)
  - Nunakuma-Schrein (沼名前神社)

## Holocaust Education Center
Das Holocaust Education Center wurde 1995 von Makoto Ōtsuka gegründet, einem Geistlichen, der 1971 Anne Franks Vater persönlich kennengelernt hatte. Es ist die einzige Bildungseinrichtung in Japan, die sich auf das Thema des Holocausts in Deutschland und Europa spezialisiert hat. Neben einer Sammlung mit Gegenständen aus aller Welt zur Geschichte der Juden Europas in der ersten Hälfte des 20. Jahrhunderts enthält es eine Anne Frank gewidmete Abteilung. Am Internationalen Holocaust-Gedenktag 2011 wurde ein Ableger des Kastanienbaums, der vor Anne Franks Versteck in Amsterdam wuchs, im Garten des Zentrums eingepflanzt.

## Verkehr
- Straße:
  - Nationalstraße 2: nach Ōsaka und Kitakyūshū
  - Nationalstraßen 182, 313, 314, 486
- Zug: Bahnhof Fukuyama
  - JR San’yō-Shinkansen: nach Tokio und Hakata
  - JR San’yō-Hauptlinie: nach Kōbe und Kitakyūshū

## Städtepartnerschaften
- Okazaki, Japan seit 1971
- Hamilton, Kanada seit 1976
- Pohang, Südkorea seit 1979
- Tacloban City, Philippinen seit 1980
- Kasanlak, Bulgarien seit 1995

## Söhne und Töchter der Stadt
- Satō Naokata (1650–1719), Neokonfuzianist der mittleren Edo-Zeit
- Yamaoka Kōtarō (1880–1959), erster japanischer Hāddsch
- Matarō Tanimoto (1886–1942), Vizeadmiral der Kaiserlich Japanischen Marine
- Fukuda Keiichi (1895–1956), Maler
- Ibuse Masuji (1898–1993), Schriftsteller, Ehrenbürger, aus dem früheren Kamo[4]
- Miyazawa Kiichi (1919–2007), Politiker, Ehrenbürger[4]
- Yoshinobu Ishii (1939–2018), Fußballspieler und -trainer
- Yōichi Miyazawa (* 1950), Politiker
- Hiroyuki Nakano (* 1958), Musikvideo- und Filmregisseur
- Mana Endō (* 1971), Tennisspielerin
- Naomi Nishida (* 1972), Schauspielerin
- Jun Fukuyama (* 1978), Synchronsprecher
- Kazuma Ikarino (* 1986), Fußballspieler
- Ryōta Moriwaki (* 1986), Fußballspieler
- Kensuke Nagai (* 1989), Fußballspieler
- Akishige Kaneda (* 1990), Fußballspieler
- Ken’ya Okazaki (* 1990), Fußballspieler
- Daichi Soga (* 1998), Fußballspieler

## Angrenzende Städte und Gemeinden
- Präfektur Hiroshima
  - Onomichi
  - Fuchū
  - Jinsekikōgen
- Präfektur Okayama
  - Kasaoka
  - Ibara